# دونتنود للترفيه
دونتنود للترفيه (بالإنجليزية: Dontnod Entertainment)‏ هو عبارة عن استديو فرنسي متخصّص في صناعة ألعاب الفيديو، تأسّس عام 2008 ويقع مقره في باريس. تم تأسيسه عن طريق أوسكار غيلبير يقوم الاستديو بتطوير ألعاب الفيديو.

## من ألعابها
- حياة غريبة.
- قُل لي لماذا.[6]

## وصلات خارجية
- الموقع الإلكتروني